# T. J. Perkins
Theodore „Teddy“ James Perkins Jr. (* 3. September 1984 in Los Angeles, Kalifornien, Vereinigte Staaten), besser bekannt unter seinen Ringnamen TJP und T. J. Perkins, ist ein US-amerikanischer Wrestler philippinischer Abstammung. Er steht derzeit bei New Japan Pro-Wrestling unter Vertrag. Seine bislang größten Erfolge waren der jeweils einmalige Erhalt der WWE Cruiserweight Championship und der TNA X Division Championship.

## Karriere

### Anfänge/Independent

#### Verschiedene Promotions
Teddy James Perkins begann im Jahr 1999 mit dem Wrestling. Seine ersten wichtigeren Matches absolvierte er 2001 unter dem Ringnamen Pinoy Boy. In den folgenden Jahren trat er überwiegend bei mehr oder weniger bedeutenden unabhängigen Wrestling-Ligen wie New Japan Pro-Wrestling, All Pro Wrestling oder auch der Major League Wrestling auf.
Seinen ersten Titel als Wrestler erhielt er am 4. Dezember 2004, als er bei All Pro Wrestling unter dem Ringnamen Puma die APW Worldwide Internet Championship von JJ Perez gewinnen durfte. Den Titel gab er am 9. Juli 2005 wieder an JJ Perez ab.

#### NWA Pro Wrestling
Am 8. Januar 2006 debütierte Perkins bei NWA Pro Wrestling, als er gemeinsam mit Rocky Romero das Tag Team The Kings of Wrestling (bestehend aus Chris Hero und Claudio Castagnoli) besiegte. Am 1. Juni 2008 bestritt Perkins ein Match gegen Adam Pearce um die NWA World Heavyweight Championship, konnte den Titel allerdings nicht gewinnen. Am gleichen Tag erhielt er die zuvor vakante NWA Heritage Championship durch den Sieg in einer Battle Royal. Diesen konnte er anschließend fünfmal verteidigen, ehe er ihn am 12. Dezember 2008 nach 194 Tagen Titelregentschaft an Ryan Taylor abgeben musste.
Mitte Oktober 2009 gab er unter dem Ringnamen JT Quinn bei der Show ECW sein Debüt bei der WWE, als er ein Match gegen Sheamus bestritt. Bei diesem einmaligen Auftritt blieb es jedoch vorerst.

### Total Nonstop Action Wrestling
Nachdem er zuvor bereits jahrelang immer wieder vereinzelt bei Total Nonstop Action Wrestling aufgetreten war, bestritt Perkins ab 2013 unter dem neuen Ringnamen Manik vermehrt Shows dort. Am 18. Juli 2013 gewann er bei Impact Wrestling die vakante TNA X Division Championship in einem Three-Way-Match gegen Greg Marasciulo und Sonjay Dutt. Den Titel gab er am 20. Oktober 2013 bei der Großveranstaltung TNA Bound for Glory in einem Match, in dem auch Austin Aries, Jeff Hardy und Samoa Joe beteiligt waren, an Chris Sabin ab.
In der Folgezeit bestritt Teddy James Perkins weiterhin überwiegend Matches bei TNA, wo er noch mehrmals um die TNA X Division Championship fehdete, aber auch bei anderen, unabhängigen Promotions. So auch bei Empire Wrestling Federation, wo er unter dem Ringnamen Man in Black am 7. August 2015 die EWF Heavyweight Championship von Mike Maze erhielt, die er erst am 6. Mai 2016 an Andy Brown abgeben musste.

### WWE
Seit dem 23. Juni 2016 nahm Perkins an einem als Cruiserweight Classic bezeichneten, 32 Teilnehmer umfassenden Turnier der WWE für sogenannte Cruiserweights, also Wrestler mit einem Gewicht von 93 Kilogramm oder weniger, teil. In diesem drang Perkins bis ins Finale vor, in dem er Gran Metalik nach rund 18 Minuten Matchzeit durch Aufgabe besiegen und somit das Cruiserweight Classic gewinnen durfte. Durch diesen Sieg erhielt er auch die neu geschaffene WWE Cruiserweight Championship, die als Teil der aufgrund der Popularität des Turniers zurückkehrenden Cruiserweight-Division in die WWE-Show Raw einfließt.
Anschließend fehdete er – nun bei Raw – gegen den zur WWE zurückkehrenden Brian Kendrick, gegen den er den Titel am 25. September 2016 bei der Raw-Großveranstaltung Clash of Champions erfolgreich verteidigen konnte. Allerdings verlor er den Titel in einem weiteren Match bei Hell in a Cell am 30. Oktober 2016 an Kendrick. Am Abend darauf konnte er in einem Rückmatch gegen Brian Kendrick bei Raw den Titel nicht erneut gewinnen. Auch Mitte Dezember beim Pay-per-View Roadblock: End of the Line in einem Triple-Threat-Match gegen Kendrick und den neuen Titelträger Rich Swann gelang Perkins kein erneuter Titelgewinn.
Ab April 2017 wurde Perkins – nun als Bösewicht unter dem Ringnamen TJP – an der Seite von Titelträger Neville in dessen Fehde gegen Austin Aries erneut in das Geschehen um die WWE Cruiserweight Championship einbezogen. Am 6. Juni 2017 verlor er ein Titelmatch gegen Neville bei 205 Live. Ab Juli folgte eine Fehde gegen Rich Swann, dem er am 12. September 2017 sowie am 10. Oktober 2017 jeweils ebenfalls bei 205 Live unterlag.
Am 22. Februar 2019 wurde Perkins von der WWE entlassen.

## Erfolge

### Titel
- All Pro Wrestling

- 1× APW Worldwide Internet Champion

- Alternative Wrestling Show

- 2× AWS Light Heavyweight Champion

- Empire Wrestling Federation

- 1× EWF Heavyweight Champion
- 1× EWF Tag Team Champion (mit Famous for Fearless)

- National Wrestling Alliance

- 1× NWA Heritage Champion

- New Japan Pro-Wrestling

- 2× IWGP Junior Heavyweight Tag Team Champion (mit Francesco Akira)

- Total Nonstop Action Wrestling

- 2× TNA X Division Champion

- UWA Hardcore Wrestling

- 1× UWA Canadian Champion

- WWE

- 1× WWE Cruiserweight Champion

### Auszeichnungen
- WWE

- Sieger des Cruiserweight Classic (2016)